# Storena irrorata
Storena irrorata là một loài nhện trong họ Zodariidae.
Loài này thuộc chi Storena. Storena irrorata được Tord Tamerlan Teodor Thorell miêu tả năm 1887.